# Бешаран (Красногвардейский район)
Бешара́н (укр. Бешаран, крымскотат. Beş Aran, Беш Аран) — исчезнувшее село в Красногвардейском районе Республики Крым, располагавшееся на северо-западе района, в степной части Крыма, примерно на равном расстоянии между сёлами Григорьевка и Красная Поляна.

## История
Первое документальное упоминание села встречается в Камеральном Описании Крыма… 1784 года, судя по которому, в последний период Крымского ханства Бешаран входил в Даирский кадылык Акмечетского каймаканства. Видимо, вследствие эмиграции крымских татар в Турцию деревня опустела ещё в конце XVIII — начале XIX века и в Ведомости о всех селениях, в Перекопском уезде состоящих… 1805 года уже не записана. На военно-топографической карте генерал-майора Мухина 1817 года деревня Бешеран обозначена пустующей, на картах 1836 и 1842 года — Бешоран обозначен как развалины. В дальнейшем в доступных источниках не встречается.